# Ian Scott (chính khách Ontario)
Ian Gilmour Scott, OC (13 tháng 7 năm 1934 – 10 tháng 10 năm 2006) là một chính khách người Canada và luật sư ở Ontario, Canada. Ông là thành viên Đảng Tự do của Hội đồng Lập pháp Ontario từ năm 1985 đến năm 1992, người đại diện cho tranh đua của St. David và St. George—St. David ở trung tâm thành phố Toronto. Ông từng là bộ trưởng nội các trong chính phủ David Peterson, giữ chức vụ Tổng chưởng lý Ontario và Tổng luật sư. Cùng với Robert Nixon và Sean Conway, ông được coi là "trái tim và linh hồn trí tuệ" của nội các Peterson.

## Tiểu sử

### Gia đình
Scott sinh ra trong một gia đình có nhiều mối quan hệ chính trị. Một trong những người ông nội của ông, Richard William Scott, là một chính khách nổi tiếng của Canada trong thế kỷ 19, và từng giữ chức vụ Lãnh đạo Chính phủ tại Thượng viện (Canada) lãnh đạo chính phủ trong Thượng viện Canada một thời gian. Ông cố nội khác của ông là W.W. Sullivan, Thủ hiến Prince Edward Island từ năm 1879 đến năm 1889.
Hơn nữa, một trong những người bà cố của ông là Andrew G. Blair, người từng là Thủ hiến New Brunswick từ năm 1883 đến năm 1896, khi ông tham gia cùng Richard Scott trong nội các Đảng Tự do liên bang. Cha và ông nội của ông cũng là những người tích cực ủng hộ Đảng Tự do. Năm 1948, khi vẫn còn là một cậu học sinh, Ian Scott đã đồng viết một số bài phát biểu cho Brooke Claxton, Bộ trưởng Quốc phòng Tự do. Anh trai của Scott, David W. Scott Q.C. là một luật sư nổi tiếng ở Ottawa.

## Danh dự
Trụ sở của Tổng chưởng lý Ontario, McMurtry-Scott Building, được đặt tên để vinh danh Scott và Roy McMurtry (cựu AG 1975-1985).